# Constantínos Daskalákis
Pour les articles homonymes, voir Daskalakis.
Constantínos Daskalákis (grec moderne : Κωνσταντίνος Δασκαλάκης; né le 29 avril 1981), est un informaticien théorique grec. Il est professeur au département d'ingénierie électrique et d'informatique (en) du  MIT et membre du MIT Computer Science and Artificial Intelligence Laboratory. Il a reçu le Prix Nevanlinna en 2018 pour ses travaux en théorie algorithmique des jeux.

## Enfance et éducation
Daskalákis est né à Athènes le 29 avril 1981. Ses grands-parents sont originaires de Crète, où il passe ses étés étant enfant.
Il effectue sa scolarité à Varvákeion et des études de premier cycle à l'université polytechnique nationale d'Athènes, où il obtient en 2004 son diplôme en génie électrique et informatique. Il soutient sa thèse intitulée « On the Existence of Pure Nash Equilibria in Graphical Games with succinct description » sous la supervision de Stathis Zachos (en). Il poursuit les étudies à l'université de Californie à Berkeley, où il obtient son doctorat en génie électrique et en informatique en 2008, sous la direction de Christos Papadimitriou. Il passe ensuite une année en tant que chercheur post-doctoral à Microsoft Research, en Nouvelle-Angleterre, dans le groupe de Jennifer Tour Chayes.

## Recherches et carrière
Les travaux de Daskalákis portent sur la théorie du calcul (en) et son interface avec la théorie des jeux, les sciences économiques, la théorie des probabilités, les statistiques et l'apprentissage automatique.
Il a résolu de problèmes ouverts de longue date sur la complexité de calcul de l'équilibre de Nash, la structure mathématique et la complexité de calcul d'enchères multi-élément, et le comportement de méthodes d'apprentissage automatique telles que l'algorithme de maximisation d'espérance.
Il est devenu Professeur au MIT en mai 2015.

## Prix et distinctions
Sa thèse de doctorat reçoit en 2008 le Prix de thèse de doctorat de l'ACM (en) (Association for Computing Machinery) pour avoir fait avancer notre compréhension du comportement dans des réseaux complexes d'individus en interaction, tels que ceux rendus possibless et créés par l'Internet. Sa thèse, intitulée « The Complexity of Nash Equilibria », fournit un point de vue novateur, algorithmique sur la théorie des jeux et le concept de l'équilibre de Nash ("La complexité de calcul d'un équilibre de Nash.").
Daskalákis a également reçu le Prix Kalai 2008 avec Christos Papadimitriou et Paul W. Goldberg pour leur article « The Complexity of Computing a Nash Equilibrium » à l'interface des sciences informatiques et de la théorie des jeux.
En 2018, Daskalákis reçoit le Prix Nevanlinna pour « avoir transformé notre compréhension de la complexité de calcul de problèmes fondamentaux dans les marchés, les enchères, les équilibres et d'autres structures économiques »,. Il a également reçu le prix de la Recherche de la Fondation Simons en informatique théorique.

## Sélection de publications
- avec C. Papadimitriou: « Three-player games are hard », Electronic colloquium on computational complexity, vol 139, 2005, pp 81–87
- avec E. Mossel, S. Roch: « Optimal phylogenetic reconstruction », Proceedings of the 38. Annual ACM Symposium on Theory of Computing (STOC), 2006 (und Probability Theory and Related Fields, vol 149, 2011, pp 149–189)
- avec Paul Goldberg, Christos Papadimitriou: « The Complexity of Computing a Nash Equilibrium », 38th ACM Symposium on Theory of Computing (STOC), 2006, et SIAM Journal on Computing, vol 39, 2009, pp 195–259
- avec Goldberg, Papadimitriou: « The complexity of computing a Nash equilibrium », Communications of the ACM, vol 52, N° 2, 2009, pp 89–97
- avec A. Mehta, C. Papadimitriou: « Progress in approximate Nash equilibria », Proceedings of the 8th ACM Conference on Electronic Commerce, 2007, pp 355–358
- avec A. Mehta, C. Papadimitriou: « A note on approximate Nash equilibria », Theoretical Computer Science, vol 410, 2009, pp 1581–1588
- avec Y. Cai, S. M. Weinberg: « Optimal multi-dimensional mechanism design: Reducing revenue to welfare maximization », 53. Annual Symposium on Foundations of Computer Science (FOCS), 2012